# 貝約 (安蒂奧基亞省)

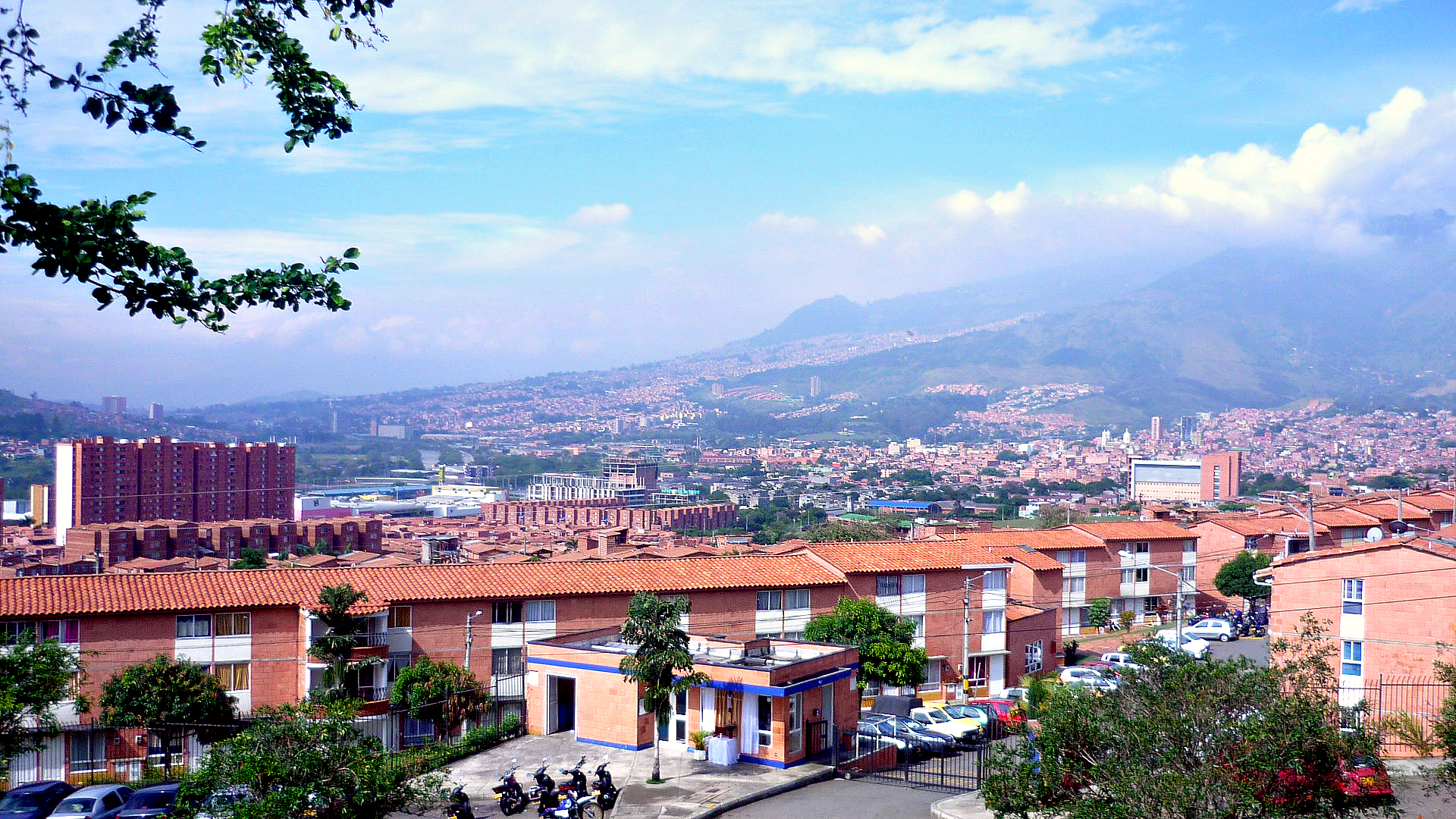

貝約（西班牙語：Bello）是哥倫比亞的城鎮，位於該國中部，由安蒂奧基亞省負責管轄，距離首府麥德林10公里，面積142.35平方公里，海拔高度1,325米，每年平均降雨量1,347毫米，2005年人口371,973。

## 外部連結
- City of Bello Municipal Government （页面存档备份，存于）
- Mi Pueblo, Bello

6°20′N 75°34′W / 6.333°N 75.567°W